# Liliana Villanueva
Liliana Villanueva (Buenos Aires, 1 de febrero de 1973) es una arquitecta, periodista y escritora argentina.
Doctora en Arquitectura por la universidad de Darmstadt, Villanueva vivió en Moscú, donde, aprovechando su trabajo como corresponsal de prensa, escribió crónicas sobre la vida en ese país y Alemania. Además, asistió a los talleres de escritura de la escritora Hebe Uhart (1936-2018), que le sirvieron como material para su libro Las clases de Hebe Uhart (2015), el cual le valió el Premio del Lector de la Fundación del Libro de Buenos Aires. Actualmente vive entre Buenos Aires y Berlín.

## Biografía
Lililana Villanueva nació el 1 de febrero de 1973 en la ciudad de Buenos Aires, Argentina. Entre 1986 y 1996 vivió en Alemania. En 2008 se doctoró en Arquitectura por la universidad de Darmstadt. Publicó las crónicas Sombras rusas (2017) y Otoño alemán (2019), la entrevista a la escritora uruguaya María Esther Gilio Lloverá siempre. Las vidas de María Esther Gilio (2018) y los libros Las clases de Hebe Uhart (2015) y Maestros de la escritura (2018). 

## Obra

### Crónicas
- 2017: Sombras rusas
- 2019: Otoño aleman
- 2022: El mar nunca se acaba
- 2023: Viento del Este

### Otros
- 2015: Las clases de Hebe Uhart
- 2018: Lloverá siempre
- 2018: Maestros de la escritura

## Premios
- 2012: Premio Míkel Esseri[3]
- 2013: Premio Osvaldo Soriano de Relato por su crónica «La idea del frío»[3]
- 2015: Premio del Lector de la Fundación del Libro de Buenos Aires por Las clases de Hebe Uhart[3]
- 2016: Premio Osvaldo Soriano de Relato por su crónica «El hielo vive»[3]
- 2017: Premio Casa de las Américas por Lloverá siempre[5]
- 2024: Premio Konex Diploma al Mérito en la disciplina Crónica[6]
- 2025: Premio Anagrama de Crónica por la crónica periodística La hermana.[7]